# Pountsouk-Montchak
Puntsuk-Monchak (russe : Пунцук Мончак, chinois : 朋楚克 ; pinyin : péngchǔkè) est un khan mongol, Torgut.